# アミンオキシド

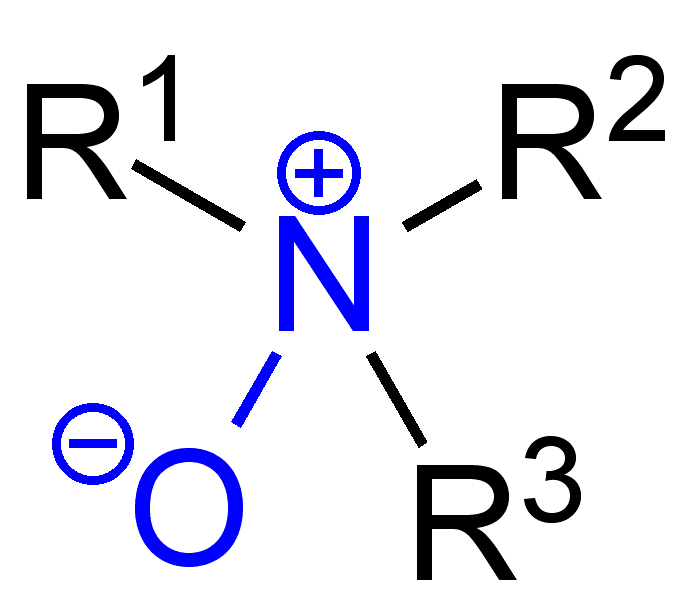
アミンオキシドの一般構造式

アミンオキシド (amine oxide)、あるいはアミン-N-オキシドとは、一般構造式が R3N+-O−（別表記として R3N=O、R3N→O）と表される化合物群のこと。狭義には三級アミンやピリジンのような含窒素複素環式化合物の酸化物のみを指すが、広く一級、二級アミンの酸化物を含めることもある。

## 性質
アミンオキシドは四級アンモニウムイオン (R4N+) に匹敵するほどの極性を持つ。分子量の小さいアミンオキシドは親水性が高く水によく溶け、いっぽう有機溶媒への溶解性は低い。
アミンオキシドは弱い塩基性を持ち、酸解離定数 pKa値はおおよそ 4.5 程度、プロトンの付加によりカチオン性のヒドロキシルアミン構造 R3N+-OH をとる。

## 合成
アミンオキシドは通常、三級アミンやピリジンなどの複素環式化合物を酸化して合成される。酸化剤は過酸化水素、過硫酸などの過酸や、メタクロロ過安息香酸などの過カルボン酸が用いられる。
{\displaystyle {\ce {{R3N}+{\mathit {oxidant}}->{R3N^{+}}-O^{-}}}}
下式に示すピリジンの酸化では、過酸化水素と酢酸から発生する過酢酸がピリジンに作用する。

## 反応
適切な還元剤により母化合物のアミンに戻る。還元剤/条件としては LAH、水素化ホウ素ナトリウム、触媒的還元、亜鉛/酢酸、鉄/酢酸などの系が用いられる。ピリジン N-オキシドや誘導体は、三塩化リンや三臭化リンにより還元できる。
{\displaystyle {\ce {R3N^{+}-{O^{-}}+{\mathit {reductant}}->R3N}}}
ハロゲン化アルキルにより酸素上をアルキル化できる。
{\displaystyle {\ce {R3N^{+}-{O^{-}}+R'X->R3N^{+}-OR'}}}

β位に水素を持つ脂肪族のアミンオキシドを 150-200 ℃ に加熱すると熱分解が起きてアルケンに変わる。この反応はコープ脱離 (Cope elimination) と呼ばれる。形式と機構はホフマン脱離と似ており、シン脱離である。
{\displaystyle {\ce {RCH2CH2(R'2)N^{+}-{O^{-}}+{\mathit {heat}}->R-CH=CH2}}}
窒素上に転位しやすい基がある場合には、熱により [1,2]-転位、アリル基では [2,3]-転位が起こり、転位基が窒素から酸素に移ったヒドロキシルアミン誘導体に変わる。この反応は最初の報告者にちなんで「マイゼンハイマー転位」(Meisenheimer rearrangement) と呼ばれる。
{\displaystyle {\ce {C6H5CH2(C6H5)(CH3)N^{+}-{O^{-}}+{\mathit {heat}}->C6H5(CH3)N-OCH2C6H5}}}

## 利用
有機合成において、アミンオキシドはアミンを保護するために中間体として利用される。長鎖アルキル基を持つアミンオキシドは両性イオン型界面活性剤とされ、起泡安定剤として用いられる。

## 化合物
- ピリジン N-オキシド (pyridine N-oxide) は、融点が 62-67 ℃で水溶性の無色結晶である。
- N-メチルモルホリン N-オキシド (N-Methylmorpholine N-oxide) は略称を NMO と呼ばれ酸化剤として利用される。

## 代謝
アミンオキシドは医薬品や精神活性物質（例: ニコチン、ゾルミトリプタン、モルヒネ）の代謝物質にみられる。
抗癌剤の N-オキシド誘導体はプロドラッグとして研究の対象となった。酸素が欠乏したがん組織に達すると還元を受けて薬理活性が発現する。

## 関連人物
- 林英作